# Tilghman Tucker
Tilghman Mayfield Tucker, född 5 februari 1802 i  North Carolina, död 3 april 1859 i Marion County, Alabama, var en amerikansk demokratisk politiker. Han var Mississippis guvernör 1842–1844.
Tucker studerade juridik och inledde sin karriär som advokat i Columbus i Mississippi. År 1831 blev han invald i Mississippis representanthus och fem år senare i Mississippis senat. Whigpartiets kandidat David Shattuck var favorit inför guvernörsvalet 1841 då demokraterna i Mississippi var splittrade. En del demokrater stödde Shattuck och Tucker tackade först nej till att bli demokraternas kandidat i valet. Han lät sig ändå övertalas och vann valet mycket knappt.
Tucker efterträdde 1842 Alexander McNutt som Mississippis guvernör och efterträddes 1844 av Albert G. Brown. Därefter satt Tucker i USA:s representanthus fram till mars 1845.
Tucker avled 1859 i Alabama och gravsattes i Lake Providence i Louisiana.